# Championnat d'Angleterre de football de deuxième division 1908-1909
Navigation
Édition précédente Édition suivante
La saison 1908-1909 est la dix-septième saison du championnat d'Angleterre de football de deuxième division. Les deux premiers du championnat obtiennent une place en première division, les trois derniers sont relégués uniquement s'ils n'obtiennent pas assez de voix dans la procédure de réélection.
Bolton Wanderers Football Club remporte la compétition et se voit promu en première division accompagné du vice-champion, Tottenham. Parmi les trois derniers, seul Chesterfield FC n'obtient pas assez de voix pour rester en deuxième division. Le meilleur buteur est Alf Bentley avec 24 buts pour Derby County.

## Compétition
La victoire est à deux points, un match nul vaut un point.

### Classement
| Rang | Équipe                  | Pts | J  | G  | N  | P  | Bp | Bc | Diff |
| ---- | ----------------------- | --- | -- | -- | -- | -- | -- | -- | ---- |
| 1    | Bolton Wanderers R      | 52  | 38 | 24 | 4  | 10 | 59 | 28 | +31  |
| 2    | Tottenham P             | 51  | 38 | 20 | 11 | 7  | 67 | 32 | +35  |
| 3    | West Bromwich Albion    | 51  | 38 | 19 | 13 | 6  | 56 | 27 | +29  |
| 4    | Hull City               | 44  | 38 | 19 | 6  | 13 | 63 | 39 | +24  |
| 5    | Derby County            | 43  | 38 | 16 | 11 | 11 | 55 | 41 | +14  |
| 6    | Oldham Athletic         | 40  | 38 | 17 | 6  | 15 | 55 | 43 | +12  |
| 7    | Wolverhampton Wanderers | 39  | 38 | 14 | 11 | 13 | 56 | 48 | +8   |
| 8    | Glossop FC              | 38  | 38 | 15 | 8  | 15 | 49 | 70 | -21  |
| 9    | Gainsborough Trinity    | 38  | 38 | 15 | 8  | 15 | 49 | 70 | -21  |
| 10   | Fulham                  | 37  | 38 | 13 | 11 | 14 | 56 | 48 | +8   |
| 11   | Birmingham R            | 37  | 38 | 14 | 9  | 15 | 58 | 61 | -3   |
| 12   | Leeds City              | 35  | 38 | 14 | 7  | 17 | 43 | 53 | -10  |
| 13   | Grimsby Town            | 35  | 38 | 14 | 7  | 17 | 41 | 54 | -13  |
| 14   | Burnley FC              | 33  | 38 | 13 | 7  | 18 | 51 | 58 | -7   |
| 15   | Clapton Orient          | 33  | 38 | 12 | 9  | 17 | 37 | 49 | -12  |
| 16   | Bradford Park Avenue P  | 32  | 38 | 13 | 6  | 19 | 51 | 59 | -8   |
| 17   | Barnsley FC             | 32  | 38 | 11 | 10 | 17 | 48 | 57 | -9   |
| 18   | Stockport County        | 31  | 38 | 14 | 3  | 21 | 39 | 71 | -32  |
| 19   | Chesterfield FC         | 30  | 38 | 11 | 8  | 19 | 37 | 67 | -30  |
| 20   | Blackpool FC            | 29  | 38 | 9  | 11 | 18 | 46 | 68 | -22  |

|  | Vainqueur de la deuxième division et promotion en First Division |
|  | Promotion en First Division                                      |
|  | Réélection                                                       |
|  | Relégué                                                          |

- Parmi les trois derniers, Chesterfield FC n'obtient pas assez de voix et sera relégué.